# Fodor István (orientalista)
Fodor István (Budapest, 1933 – Budapest, 2002) orientalista, arabszakértő, tolmács és műfordító, a magyarabok ismert kutatója.

## Tanulmányai
Idegen Nyelvek Főiskolája, angol (1951–1954)
Elte Nyelv- és Irodalomtudományi kar, arab-perzsa szakos hallgató (1957–1962)
Ain-Shams, Kairói Egyetem, ösztöndíj, két szemeszter

## Élete
Kairói egyetemi tanulmányainak befejezése után a hazatért Magyarországra. Az 1967-ig években a Magyar Rádió Arab Szekciójának vezetője, majd a Magyar Tudományos Akadémia Nemzetközi Kapcsolatok Főosztályának főmunkatársa. 1970 és 1976, majd 1980 és 1985 között főtanácsosként tevékenykedik a kairói magyar nagykövetségen.  1976-80-ig, majd 1985-1988 között a Magyar Külügyi Intézet tudományos főmunkatársa. 1988-1990 között az ENSZ Irán-Irak Katonai Megfigyelő Csoport (UNIIMOG) magyar kontingensének megfigyelője Irakban. 1995-ig a Politikai Tervezési és Parlamenti Főosztályon dolgozik főosztályvezető-helyettesként. Munkáját a magyar mellett az egyiptomi és a szudáni kormány, valamint az ENSZ is kitüntetéssel ismerte el.

## Munkássága
Jelentősek 1965-ben folytatott, a Nubiában és Szudánban élő magyarab, magyar eredetű törzsekkel  kapcsolatos kutatásai
"A bőrszín megváltozhat, az anyanyelv elveszhet, de a magyar nemzethez való tartozás tudata egy távoli, idegen környezetben is fennmaradhat." (Fodor István)
A Líbiai Sivatag öt oázisának arab tájszólásai (1965)
Szabadság, szerelem arab nyelvű verseskötet - a magyar költészet keresztmetszete a kezdetektől egészen Illyés Gyuláig, társszerző: Fawzy el-Antil (1967)
Fodor István írta a Magyar katolikus lexikon arab vonatkozású szócikkeit
Magyar-arab szótár, kézirat, nem került kiadásra